# Cascão
Cascão é um personagem de HQ criado por Maurício de Sousa em 1961. Foi inspirado em um menino que Maurício conheceu em Mogi das Cruzes, que tinha esse apelido por ser muito sujo. Sua principal característica é sua mania de não tomar banho e sua paixão pela sujeira. Vários vilões o perseguem para acabar com isso, como Doutor Olimpo (neurótico por limpeza), as gêmeas Cremilda e Clotilde (idem) e Capitão Feio (vive nos esgotos e não quer outro sujo concorrendo com ele, mas às vezes acaba ajudando Cascão).
Torcedor fanático do Corinthians, adora jogar futebol, sendo o mais habilidoso dos personagens da Turma da Mônica neste esporte. Ele é namorado da Maria Cascuda. Mesmo não desejando, sempre participa dos planos infalíveis do Cebolinha (ele aceita só porque o roteiro manda) contra a Mônica, e geralmente leva o plano a acabar falhando.
Assim como Mônica, Cebolinha e Magali, também possui sua própria revista em quadrinhos, circulando desde 1982. Possui um animal de estimação: o porco chamado Chovinista. É praticamente um "clone" do dono: odeia água, já foi perseguido pelas gêmeas Cremilda e Clotilde em uma historinha, tem medo de chuva… Mas desde a historinha "Águas passadas não lavam porquinhos", onde Chovinista salvou Cascão de um banho tomando-o no lugar do dono, o porquinho adora ficar limpinho. Cascão também é dono de uma minhoca de pelúcia, chamada Jujuba.

## Personalidade
Cascão é um garoto que tem Higrofobia e sempre foge do banho e da chuva (da água em geral). Cascão é muito próximo de seu amigo Cebolinha e nunca deixa-o na mão, exceto em planos infalíveis, quando recusa a participar dos planos ou estraga os planos, mas o motivo dele estragar os planos infalíveis do Cebolinha é que ele sempre garante que os planos nunca vão dar certo. Cascão sempre evita ficar limpo, pois considera o fato dele ser sujo como o jeito dele.

## História
Cascão foi baseado em um amigo de Márcio (irmão de Mauricio), que também não era higiênico. Contudo, a amizade entre os dois se desfez e Maurício se esqueceu de seu nome verdadeiro. O cartunista, inicialmente, ficou relutante em divulgar o personagem pelo fato de não tomar banho, mas sua primeira esposa convenceu-o do contrário, já que crianças não gostam de tomar banho por tirar o tempo das brincadeiras. Sua roupa é amarela com um short de suspensório vermelho porque Mauricio estava usando cores básicas - vermelho para Mônica, verde para Cebolinha, amarelo para Magali e azul para Bidu. O seu cabelo característico foi criado pelo arte-finalista Sérgio Graciano, que usou sua própria impressão digital para pintar.
Em uma tira dos anos 1960, Cascão diz que toma banho todo domingo, mas Cascão não gostava de tomar banho e era obrigado a tomar, pois no começo não era tão irredutível à água. Numa tira do ano de 1964, o Cascão tomou banho! Na tira, Cebolinha vê Cascão limpo e pergunta a ele por que ele está desse jeito. Cascão responde que tomou banho porque sua mãe pediu a ele no Dia das Mães, ela só iria aceitar o presente dele se ele tomasse banho. Depois, desde dia em diante, o personagem nunca mais tomou banho. Na Turma da Mônica Jovem, em que os personagens são adolescentes, Cascão toma banho por motivos sentimentais (Maurício diz que o motivo principal é que se ele se sujar ele não consegue namorar com a Maria Cascuda).
Em 1983, em resposta às enchentes que assolaram Rio Grande do Sul, Santa Catarina e Paraná, Maurício de Sousa escreveu o conto O Primeiro Banho do Cascão, publicado na "Folhinha" de 31 de julho de 1983, onde o personagem enfrenta a água para ajudar um grupo de crianças ilhadas em Santa Catarina.
Em 2020, como forma de prevenção à COVID-19, Cascão foi incentivado a enfrentar a hidrofobia e passou a lavar as mãos e, após muitos anos, voltado a tomar banho.
Em 2024, em resposta às enchentes que assolaram o Rio Grande do Sul no ano de 2024, o Maurício de Sousa redesenhou o quadrinho presente no Primeiro Banho do Cascão para uma versão colorida que foi divulgada nas mídias digitais da Turma da Monica com a legenda "a 1ª vez que o Cascão entrou na água foi em 1983, para ajudar vítimas das enchentes na região sul do país. Hoje, o Cascão volta à água para ajudar novamente".

## Personagens relacionados

### Família
- Antenor Araújo: Pai do Cascão, se mostra muito companheiro do filho, uma vez que vive brincando com ele (geralmente jogando futebol) e o incentiva em seus planos. Apesar de querer que Cascão tome banho, ele se mostra mais compreensivo e, geralmente, deixa o filho optar por tomar banho quando tiver coragem. Curiosamente, é o mais desastrado dos pais, passando por situações um tanto embaraçosas em seu cotidiano. Trabalha em um escritório e aparentemente não ganha muito dinheiro.

- Lurdes Araújo (Lurdinha): Mãe do Cascão, um tanto obcecada por limpeza, já que seu filho vive se sujando e adora fazer uma bagunça ou outra em seu quarto, o que acaba sempre sobrando para a mãe limpar, para desespero desta, que também se vê obrigada a lavar suas roupas todo santo dia. Por esta razão, Lurdinha é um tanto irredutível para com a questão de Cascão tomar banho ou não, sendo que o forçou a isto algumas vezes (na maioria destas, Cascão milagrosamente escapou). Apesar disso, trata o filho com muito carinho e está sempre disposta a ensiná-lo.

- Tia Tânia: Irmã muito mais nova de sua mãe, Tânia é apenas um ano mais velha do que o Cascão, mas toma proveito de seu atributo de tia para dar ordens a ele, o que costuma irritá-lo constantemente. Por isso, Cascão prefere nem lembrar que ela existe, uma vez em que não obedece às suas ordens. Mas, às vezes, toma proveito de ser sobrinho de Tânia para pedir-lhe coisas, amolando-a. Apareceu em uma história, com seu nome no título. Titi parece ter uma queda por ela, tanto que ordena que Cascão o chame de tio Titi, mas desiste assim que Cascão o faz lembrar de Aninha. Também insiste em tentar dar banho no Cascão.

- Tonica: A prima do Cascão, filha de Iracema, outra irmã da mãe do Cascão. Fez sua primeira aparição na segunda edição do gibi da Mônica, da editora Abril. Ela é uma garota manipuladora que, apesar de sua aparência frágil, guarda uma técnica: fazer um rosto supertriste que faz qualquer um chorar e sentir pena. Ela foi usada por Cebolinha e Cascão para fazer Mônica se render e perder o posto de dona da rua, porém Tonica se voltou e decidiu usar sua técnica para dominar todo o bairro. Depois que Cascão ajudou Mônica a derrotá-la, Tonica ficou brava e foi embora da casa de Cascão desde então.

### Chovinista
Porquinho de estimação do Cascão, Chovinista é, geralmente, o companheiro mais fiel de seu dono, em situações onde ninguém aguenta seu cheiro. Mesmo assim, o próprio Chovinista, às vezes, se mostra mais limpo que o dono, aderindo a um banho, apesar de ele ser um porco. Costuma acreditar nas histórias contadas por Cascão, se assustando com elas ou às vezes, tentando interpretá-las. Às vezes, Cascão traz Chovinista para dentro de sua casa, mas sempre leva uma bronca, principalmente de sua mãe quando isso acontece, por isso, Chovinista geralmente fica no quintal. Possui uma casinha semelhante a uma casinha de cachorro, como a do Bidu, o cãozinho de Franjinha e o dono do Bidu é quem sonha ser um cientista.

### Capitão Feio
O grande vilão da turma e seu tio paterno. Era um personagem comum até ser esmagado por uma pilha de gibis empoeirados se transformando neste vilão. Frequentemente, aparece tentando ajudar o Cascão, querendo-o como seu aliado, mas já em outras, ele aparece como seu inimigo, tentando limpá-lo para não ter outro sujo lhe competindo espaço. Embora os dois sejam parentes, eles agem como se não desconfiassem de nada.

### Cascuda
Maria Cassandra (Cascuda) é a namorada mais constante do Cascão (ele já foi mostrado paquerando outras meninas em algumas histórias). Costuma reclamar da mania de sujeira e do medo de água que seu namorado tem, sonhando que um dia, ele irá tomar banho e ficar limpo. O curioso é que ela mesma, às vezes, se mostra sujinha como ele, com risquinhos semelhantes na bochecha, para acompanhá-lo. Quando isso acontece, ela parece não se importar com as questões dele. As aparições de Cascuda nas histórias é esporádica.